# Louis Bastien
Louis Marie Jules Charles Bastien (Obernai, 21 dicembre 1869 – Parigi, 10 aprile 1961) è stato un esperantista e generale francese.
Fu presidente dell'Associazione Universale Esperanto dal 1934 al 1936 e dell'Internacia Esperanto-Ligo dal 1936 al 1947. Nel 1899 sposò Marguerite Pfulb (1879-1941) da cui ebbe tre figlie e due figli.

## Carriera militare nell'esercito francese
Dopo aver studiato all'Ecole Sainte-Geneviève a Versailles ed essere entrato all'École polytechnique nel 1887, Bastien decise di intraprendere la carriera militare visto che la maggiore maturità dei suoi compagni faceva in modo che non eccellesse nello studio. Nel 1889 Bastien entrò a Fontainebleau per studiare ingegneria militare ed una volta finiti gli studi fu inviato nella Seconda Compagnia di Ingegneri ad Arras (Pas-de-Calais).
Nel 1895 il governo francese lo inviò nella campagna punitiva in Madagascar in qualità di responsabile del collegamento telegrafico. Il collegamento telegrafo usato nella spedizione si basava sul telegrafo ottico di Claude Chappe, in cui coppie di operatori qualificati inoltravano messaggi da una torre all'altra. Le torri di Chappe erano distanziate tra di loro di circa 14 km e collegavano Mahajanga, dove erano sbarcati i soldati, e la posizione delle truppe che avanzavano verso Antananarivo, la capitale.
Un giorno, Bastien fermando il suo cavallo e il suo carro in una delle torri di Chappe scoprì che uno degli operatori telegrafici stava morendo di malaria e l'altro era già morto della stessa malattia che stava mietendo più vittime della popolazione locale mal armata. Quel giorno Bastien diede tutto quello che poteva al soldato morente per recargli conforto, e dopo aver cercato il pacchetto di messaggi che gli operatori avevano ricevuto li trasmise egli stesso come richiesto, ovvero in entrambe le direzioni della catena di torri, facendoli seguire dal suo messaggio al quartier generale: "Invia due uomini per alleviare l'ufficiale n. Tower --." Naturalmente gli operatori di soccorso non sono arrivati subito e Bastien dovette trascorrere molte ore da solo presso la torre senza cibo e acqua.
Dopo la proclamazione del Madagascar a colonia francese nel 1896, Bastien tornò in Francia, per essere collocato a Amiens, dove completò la sua Licence en droit che lo qualificò per l'Intendance. Bastien fu esperto in vari campi: lettere, matematica, amministrazione, ma non fu un guerriero, anche se era doveroso un patriota e un uomo di coscienza. Iscritto all'École Supérieure de l'Intendance (ora École Militaire Supérieure d'administration et de Management) e dopo aver ricevuto la quarta striscia di comandante (un grado equivalente al maggiore), seguì una traiettoria che lo ha portato a Besançon, Lons-le-Saulnier, Épinal, Valenciennes, Commercy e Châlons-sur-Marne.
Quando scoppiò la prima guerra mondiale, Bastien era a Saint-Brieuc, con il grado di tenente colonnello. Seguì le vicende della guerra con un misto di speranza e di angoscia ed entro la fine della guerra, era un quartiermastro generale di seconda classe.

## Esperanto
Nel 1902 Bastien divenne esperantista e a partire dallo stesso anno si occupò della propagazione dell'esperanto prima nel nord poi nell'est della Francia. Successivamente divenne vicepresidente della "Société pour la propagation de l'Espéranto" (SFPE) dove si interessò all'organizzazione interna del movimento. Nel 1909 entrò nel Lingvan Komitaton (LK) restando membro di esso e della successiva Akademio de Esperanto per oltre 50 anni. È stato anche presidente della sezione del Teknikaj Vortaroj del Lingvan Komitaton e collaboratore della Enciclopedio de Esperanto (1933).
Durante il Congresso Universale di Esperanto a Stoccolma fu eletto presidente dell'Associazione Universale Esperanto (UEA). IL 18 settembre 1936 il suo direttivo esortò la fondazione di una nuova associazione: L'Internacia Esperanto-Ligo (IEL); provocando così lo Scisma del movimento esperantista, giacché i membri svizzeri seguirono soprattutto la vecchia UEA di Ginevra. Bastien è stato il presidente dell'IEL fino al 1947 quando, dopo la fusione tra l'Internacia Esperanto-Ligo e l'Associazione Universale Esperanto, divenne presidente onorario di quest'ultima. Nel 1955 scrisse la prefazione del libro di Pierre Delaire L'Espéranto en douze leçons. È morto nell'Aprile del 1961.

## Lessicografia
Nel 1907 uscì il suo Naŭlingva Etimologia Leksikono. Nonostante il nome esso non era un vero vocabolario etimologico, ma una tabella comparativa di 2.445 voci esperantiste con altrettante parole latine, francesi, italiane, spagnole, portoghesi, tedesche, inglesi e russe. Esso mirava principalmente a mostrare che le parole esperantiste erano ben motivate e basate su parole affini alle lingue più importanti di quel tempo. Inoltre aveva la finalità a facilitare l'istruzione pedagogica. La 2ª edizione, allargata a 4.155 voci, uscì nel 1950.
Il suo vocabolario tascabile francese-esperanto del 1932 godè di una buona accoglienza accanto al più voluminoso ed importante Kompleta Vortaro Franca-Esperanto di Émile Grosjean-Maupin. Uscirono in tutto cinque edizioni, l'ultima nel 1960.
L'ultimo vocabolario di Bastien, cioè il Militista vortareto che conteneva termini appena elaborati in Esperanto, uscì nel 1955.

## Opere
- Naŭlingva Etimologia Leksikono, 1907, 2ª edizione nel 1950.
- Bossuet, Funebra Parolado de Princo de Conde, 1911
- Poŝvortareto por francoj, 1932, 2ª edizione nel 1937, 4° nel 1955, 5ª ed ultima nel 1960
- Contributi allEnciklopedio de Esperanto, 1934
- Militista vortareto, 1955